# Tetaj
Tetaj – wieś położona w północnej części Albanii w gminie Lekbibaj. Wieś znajduje się 106 kilometrów od stolicy państwa, Tirany.

## Demografia
Według spisu ludności z 1989 roku we wsi Tetaj mieszkało 516 mieszkańców.